# ویندسور (کالیفرنیا)
ویندسور (به انگلیسی: Windsor) شهری در شهرستان سونوما ایالت کالیفرنیا است که در سرشماری سال ۲۰۱۰ میلادی، ۲۶۸۰۱ نفر جمعیت داشته است.